# Мъскътийн (окръг, Айова)
Окръг Мъскътийн (на английски: Muscatine County) е окръг в щата Айова, Съединени американски щати. Площта му е 1163 km², а населението - 42 745 души (2010). Административен център е град Мъскътийн.